# جورج ريتشاردسون
جورج ريتشاردسون (بالإنجليزية: George Richardson)‏ (1 يناير 1899 في المملكة المتحدة - 1 نوفمبر 1963) هو لاعب كرة قدم بريطاني (وحمل سابقاً جنسية المملكة المتحدة لبريطانيا العظمى وأيرلندا) في مركز نصف الجناح. لعب مع شيفيلد يونايتد ونادي بورنموث ولينكولن سيتي أف سي.

## وصلات خارجية
- جورج ريتشاردسون على موقع قاعدة بيانات كرة القدم.إي يو (الإنجليزية)